# Giovanni Pellicani
Giovanni Pellicani detto Gianni (Ruvo di Puglia, 12 settembre 1932 – Mestre, 21 aprile 2006) è stato un politico italiano, deputato del PCI - PDS.

## Biografia
Pellicani, cresciuto a Noale, fu Vicesindaco del Comune di Venezia dal 1975 al 1983, con la Giunta presieduta da Mario Rigo, fu  Segretario Regionale del PCI e Consigliere della Regione Veneto.
Fu eletto deputato per il PCI e PDS dal 1972 al 1994, saltando solo la IX Legislatura. Dal 1987 al 1992 fu il coordinatore del cosiddetto governo ombra del PCI.
Aderì al PDS e ai DS.  Dal 1994 al 2000 fu Presidente della società SAVE (Società Aeroporto Venezia) e con questo ruolo realizzò il nuovo aeroporto "Marco Polo" di Tessera.
È morto nel 2006 all'età di 73 anni.
In suo onore è intitolata la Fondazione Gianni Pellicani, che dal settembre 2011 organizza annualmente il Festival della Politica nella città di Mestre.